# معهد النهوض بالمعاقين
معهد النهوض بالمعاقين قصر السعيد هو مؤسسة عمومية ذات صبغة إدارية تتمتع بالشخصية المدنيـة والاستقلال المالي وهو تحت الإشراف المزدوج لكل من من وزارة الشؤون الاجتماعية ووزارة التعليم العالي، إذ تؤمن الإشراف العلمي والبيداغوجي جامعة منوبة. وقد أحدث هذا المعهد بمقتضى قانون المالية عدد113 بتاريخ 30 ديسمبر 1983 وتم ضبط نظامه الأساسي ومشمولاته بمقتضى الأمر عدد 2061 المؤرخ في 10 ديسمبر 1990 والمنقح بالأمر عدد 552 لسنة 1994 المؤرخ في 7 مارس 1994 وبالأمر عدد 1419 لسنة 1996 المؤرخ في 12 أوت 1996.

## مهامه
ومن بين الأهداف المناطة بمعهد النهوض بالمعاقين ما يلي:
- المساهمة في إعداد سياسة وطنية للوقاية من الإعاقة وفي وضع نظام للكشف والتشخيص المبكر للإعاقة وللتعهد بإعلام وتوجيه المعاقين وأسرهم،
- النهوض بالبحوث والدراسات حول ظاهرة الإعاقة وأنواعها وأسبابها وحول برامج وطرق تربية وتأهيل المعاقين،
- تكوين ورسكلة الأعوان المختصين في مجال التربية المختصة،

## وصلة خارجية
- موقع معهد النهوض بالمعاقين.